# Holocaust (Band)
Holocaust ist eine Heavy-Metal-Band aus Schottland.

## Geschichte
Holocaust wurde 1977 in Edinburgh gegründet und war ein wichtiger Bestandteil der so genannten „New Wave of British Heavy Metal“-Bewegung. Nach dem Ausstieg von John Mortimer (E-Gitarre) und der erfolglosen EP Comin' Through lösten Holocaust sich Ende 1982 auf. Ed Dudley gründete Hologram und veröffentlichte 1983 ein Album unter dem Namen Steal The Stars. Ein Wiederbelebungsversuch 1984 mit dem Album No Man's Land, das den rauen Klang der früheren Tage völlig vermissen ließ, schlug fehl.
So dauerte es bis 1988, dass John Mortimer mit Graham Hall (E-Bass) und Steve Cowen (Schlagzeug) ein neues Line-Up zusammenstellte. Originalsänger Gary Lettice stand hierfür nicht zur Verfügung, Mortimer übernahm darum den Gesang selbst. Wie bereits die erste Veröffentlichung der neuen Holocaust, das Minialbum The Sound of Souls (1989) zeigte, ging es nicht darum, den Sound der 1980er zu konservieren, sondern eine neue, harte, moderne Form von Heavy Metal zu entwickeln mit längeren, komplexeren Stücken. Diese Entwicklung war zwar bereits in älteren Songs wie The Nightcomers oder dem von Metallica gecoverten The Small Hours zu erahnen gewesen, jedoch schreckte die musikalische Veränderung viele Fans ab. Trotz des höchst bescheidenen Erfolgs der neuen Studioalben zeigte sich die Band aktiv und spielte z. B. 1993 auf dem Wacken Open Air. Das Konzeptalbum Covenant basierte auf einem Romanzyklus des Fantasyautors Stephen R. Donaldson. In der gemischten Besetzung mit zwei Schotten (Mortimer und Gitarrist John McCullim) sowie zwei Amerikanern (Schlagzeuger Ron Levine und Bassist Bryan Bartley) wurde bis Juni 2002 das Album Primal aufgenommen. 
Erst im Jahre 2015 erschien mit Predator ein weiteres Studioalbum der mittlerweile zum Trio (minus Gitarrist McCullim) geschrumpften Band. Mit Elder Gods folgte 2019 das neunte Studioalbum.

## Diskografie

### Alben
- The Nightcomers (1981)
- Live (Hot Curry and Wine) (1983)
- No Man's Land (1984)
- The Sound of Souls (1989, Minialbum)
- Hypnosis of Birds (1992)
- Spirits Fly (1996, erweiterte Version von Hypnosis of Birds)
- Covenant (1997)
- The Courage to Be (2000)
- Primal (2003)
- Predator (2015)
- Elder Gods (2019)

### Singles und EPs
- Heavy Metal Mania (1981, 12" EP)
- Live From the Raw Loud'n'Live Tour (1981, 7" EP)
- Comin' Through (1982, 12" EP)
- Heavy Metal Mania (1993, CD-Single)

## Sonstiges
- Der derzeitige Schlagzeuger, Ron Levine, ist auch der Betreuer der Website der Band. Die Gruppe machte ihn erst zum Schlagzeuger als sie durch die von ihm erstellte Fan-Website auf ihn aufmerksam wurde.

- Der ehemalige Gitarrist Ed Dudley und der Schlagzeuger Raymond Marciano gründeten eine Gruppe namens Hologram und gingen damit in eine melodischere Hard-Rock-Richtung als mit ihrer vorherigen Band. Die Gruppe veröffentlichten eine Platte Steal the Stars im Jahre 1983.

- Metallica coverten den Song The Small Hours auf ihrer 1987er Platte Garage Days Re-Revisited, sowie auf dem Album Garage Inc..

- Gamma Ray coverten das Stück Heavy Metal Mania auf ihrer 1995er Single Rebellion in Dreamland und ihrem 1996er Live-Album Alive '95.

- Six Feet Under coverten Death or Glory vom Album The Nightcomers auf ihrem 1997 erschienenen Album Warpath.